# Риашан-дас-Невис
Риашан-дас-Невис (порт. Riachão das Neves) — муниципалитет в Бразилии, входит в штат Баия. Составная часть мезорегиона Крайний запад штата Баия. Входит в экономико-статистический микрорегион Баррейрас. Население составляет 23 109 человек на 2006 год. Занимает площадь 5840,191 км². Плотность населения — 4,0 чел./км².

## История
Муниципалитет основан в 1962 году.

## Статистика
- Валовой внутренний продукт на 2003 год составляет 145 098 633,00 реалов (данные: Бразильский институт географии и статистики).
- Валовой внутренний продукт на душу населения на 2003 год составляет 6431,11 реалов (данные: Бразильский институт географии и статистики).
- Индекс развития человеческого потенциала на 2000 год составляет 0,569 (данные: Программа развития ООН).